# Conophytum chrisolum
Conophytum chrisolum är en isörtsväxtart som beskrevs av Steven A. Hammer. Conophytum chrisolum ingår i släktet Conophytum, och familjen isörtsväxter. Inga underarter finns listade i Catalogue of Life.